# 狐猴竹属
狐猴竹属（学名：Cathariostachys），也称卡特里竹属，为禾本科的一个属。

## 下属物种
本属包括以下物种：
- Cathariostachys capitata (Kunth) S.Dransf.
- 马达加斯加狐猴竹 Cathariostachys madagascariensis (A.Camus) S.Dransf.